# Undoł
Undoł (ros. Ундол) – stacja kolejowa w miejscowości Łakinsk, w rejonie sobińskim, w obwodzie włodzimierskim, w Rosji. Położona jest na nowym szlaku Kolei Transsyberyjskiej.

## Historia
Stacja powstała w czasach carskich na linii Moskwa – Niżny Nowogród, pomiędzy stacjami Bołdino i Kołoksza.